# Tawfik Abu Wael
Tawfik Abu Wael (arabisch توفيق ابو وائل‎, hebräisch תאופיק אבו ואיל‎, * 1976 in Umm al-Fahm, Israel) ist ein arabisch-israelischer Filmemacher und Regisseur mit israelischer Staatsangehörigkeit.

## Leben
Nach dem Studium der Filmregie an der Universität Tel Aviv arbeitet er von 1996 bis 1998 im Filmarchiv der Universität. Von 1997 bis 1999 unterrichtete er Schauspiel an der Hasan-Arafe-Schule in Jaffa.

## Preise
Mit seinem Film Atash gewann er folgende Preise:
- FIPRESCI-Preis, Cannes (Semaine de la Critique)
- Spezialpreis der Jury, Paris (Biennale des Cinemas Arabes)
- Bester Film, Jerusalem (Internationales Film Festival, Wolgin Competition)
- Beste Kamera, Valencia (Mostra de Valencia)
- Beste Kamera, israelische Academy Awards
- Bester Film, Bastia (Internationales Film Festival Korsika)

## Filmografie
- 1997: Bread, Hashish and the Moon
- 1998: I leave, you stay
- 1998: Intellectual in Garbage
- 1998: Characters
- 2001: Diary of a Male Whore im Vertrieb bei mec film
- 2001: Waiting for Sallah El-Din im Vertrieb bei mec film
- 2002: The Fourteenth im Vertrieb bei mec film
- 2004: Atash